# Riria
Riria Baba (馬場 梨里杏 Baba Riria?) (Tokio, Japón; 18 de diciembre de 1993) conocida profesionalmente como Riria (梨里杏?) y Riria Kojima (小島 梨里杏 Kojima Riria?) es una actriz japonesa. Es conocida por su rol de Mio Natsume la ToQ 3-Gō en la serie Super Sentai Ressha Sentai ToQger que se emitió en el 2014.

## Filmografía

### Película
- Sabi Otoko Sabi Onna – "Boy? meets girl." (2011)
- Zyuden Sentai Kyoryuger vs. Go-Busters: The Great Dinosaur Battle! Farewell Our Eternal Friends (2014): ToQ 3gou (voice)
- Zero: Black Blood (2014): Yuna
- Heisei Rider vs. Shōwa Rider: Kamen Rider Taisen feat. Super Sentai (2014): Mio
- Ressha Sentai ToQger the Movie: Galaxy Line S.O.S. (2014): Mio
- Ressha Sentai ToQger vs. Kyoryuger: The Movie (2015): Mio
- Senpai to Kanojo (2015): Aoi Okita
- Shuriken Sentai Ninninger vs. ToQger the Movie: Ninja in Wonderland (2016): Mio
- Wolf Girl and Black Prince (2016): Namie Yūki
- The Werewolf Game: Prison Break (2016): Akari Inui
- Ankoku Joshi (2017): Akane Kominami
- Aru Machi no Takai Entotsu (2019): Chiho Kaya
- Okaeri, Kāko (2019): Shiori Tonomura

### Televisión
- Kinyō Entertainment: True Stories – Uso o Tsuita Otoko (Fuji TV, 2002)
- Getsuyō Mystery Gekijō: Nishimura Kyōtarō Suspense – Tantei Samonji Susumu 9 "16-nenme no Hōmonsha" (TBS, 2004): Keiko Arimori (young)
- Kayō Suspense Gekijō: Keishichō Kanshikihan 17 (NTV, 2004): Keiko Nanjō (young)
- Medaka episode 1 (Fuji TV, 2004): Tae Kawashima (young)
- Division 1: Stage 15 – Odaiba Bōken Ō SP Kareshi Sensei!! ultimo episodio (Fuji TV, 2005)
- Kamen Rider Kabuto episode 20 (TV Asahi, 2006): Hiroko
- Sensei wa Erai! (NTV, 2008): 2-B student
- Bloody Monday (TBS, 2008)
- Koishite Akuma ~Vampire Boy~ (KTV, 2009): Yuri Meguro
- Tensō Sentai Goseiger Epopeya 20 (TV Asahi, 2010): Mizuki Takasaki
- Shin Keishichō Sōsaikka 9-gakari Temporada 2 episodio 11 (TV Asahi, 2010): High school girl
- Ohisama episodio 7 (NHK, 2011)
- Akko to Bokura ga Ikita Natsu (NHK General TV, 2012): Natsumi Hara
- Idol Toshi Densetsu – Akai Heya (Pigoo HD, 2012): Mana Sakurada
- Sansū Keiji Zero episodio 10 (NHK Educational TV, 2013)
- Ressha Sentai ToQger (TV Asahi, 2014): Mio
- Ressha Sentai ToQger vs. Kamen Rider Gaim: Spring Break Combined Special (TV Asahi, 2014): Mio
- Omotesandō Kōkō Gasshōbu! (TBS, 2015): Fūka Takeuchi
- Seishun Tantei Haruya ~Otona no Aku o Yurusanai!~ episodio 2 (YTV, 2015): Chiaki Hironuma
- Kozure Shinbee (NHK BS Premium, 2015): Obun
- Rinshō Hanzai Gakusha Himura Hideo no Suiri episode 5 (NTV, 2016): Yura
- Kozure Shinbee 2 (NHK BS Premium, 2016): Obun
- Garo: Makai Retsuden episodio 5 (TV Tokyo, 2016): Yuna
- Asa ga Kuru (Fuji TV, 2016): Akane Katakura
- The Last Cop episodio 5 (NTV, 2016): Mika Takiguchi
- 3-nin no Papa episodios 7-10 (TBS, 2017): Asami Tsuboi
- Mito Kōmon episodio 2 (BS-TBS, 2017): Aya
- Keishichō Zero-gakari ~Seikatsu Anzenbu Nandemo Sōdanshitsu~ Season 2 episodio 6 (TV Tokyo, 2019): Misaki Majima
- Tensai Terebi-kun You Special "Real Sensō Game" (NHK Educational TV, 2019): Riko Kojima